# Iglesia del Dulce Nombre de María (Valladolid)
La iglesia del Dulce Nombre de María es un templo moderno ubicado en Valladolid. Está situado en el barrio de Delicias.

## Historia y estilo
El templo es de construcción moderna, 1968, con la portada de un antiguo convento, situado en el Campo Grande; el Hospital de huérfanos, del cual se rescataron tres retablos. El principal tiene por tema a la Virgen Niña con San Joaquín y Santa Ana.
- Datos: Q5912775
- Multimedia: Parroquia del Dulce Nombre de María, Valladolid / Q5912775